# Portsmouth, New Hampshire

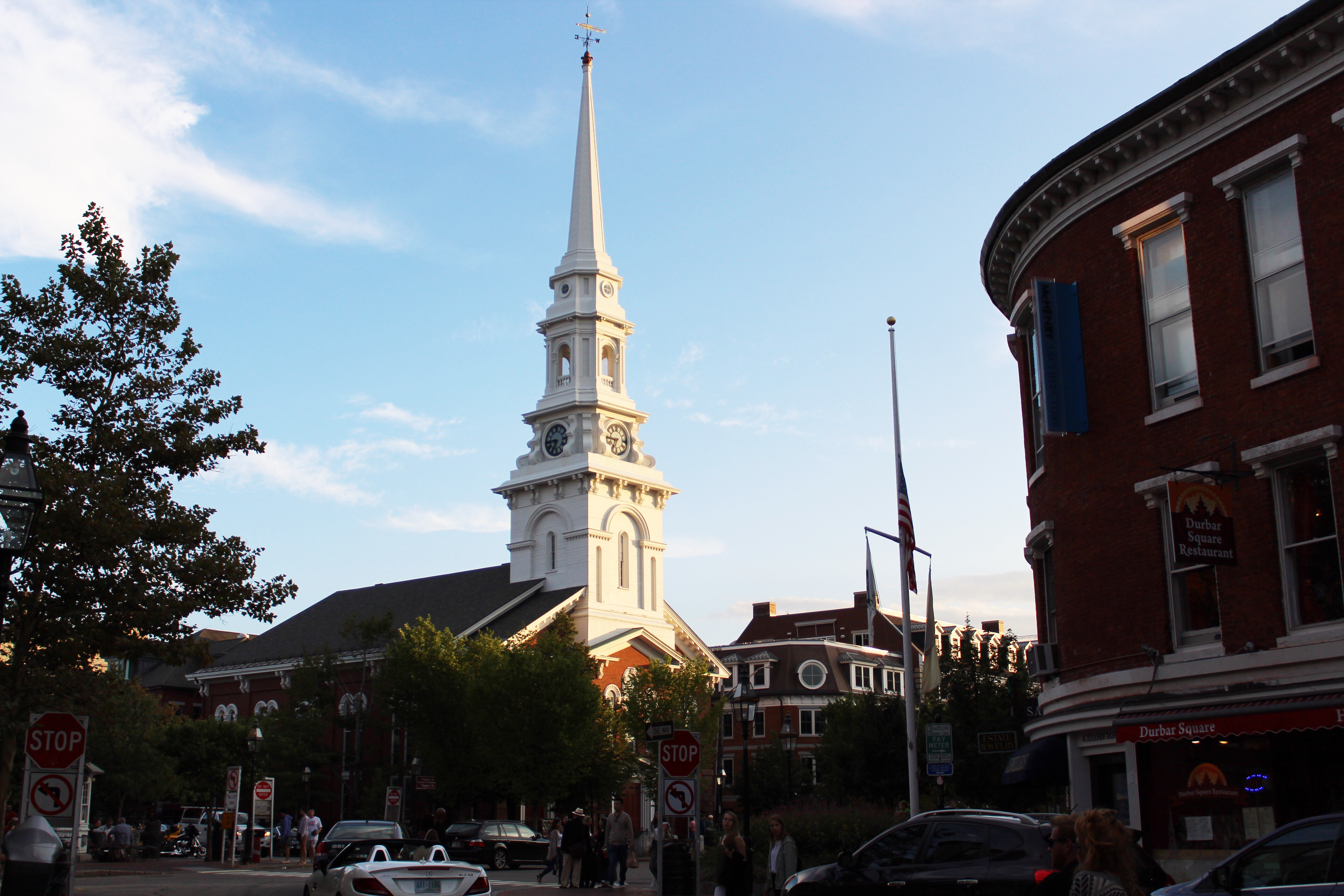

Portsmouth är största stad i Rockingham County i New Hampshire, USA och hade 20 784 invånare år 2000.
Portsmouth grundades 1623 och var New Hampshires huvudstad 1679-1775. Här fanns tidigare en betydande örlogshamn med omgivande befästningar. I Portsmouth slöts 5 september 1905 fred i Rysk-japanska kriget.

## Kända personer från Portsmouth
- Brooke Astor, filantrop
- Charles Cutts, politiker
- Ronnie James Dio, rocksångare
- John Langdon, politiker, New Hampshires president 1785-1786 och 1788-1789, guvernör 1805-1809 och 1810-1812
- John Fabyan Parrott, politiker
- James Sheafe, politiker